# Fontanapark (Chur)

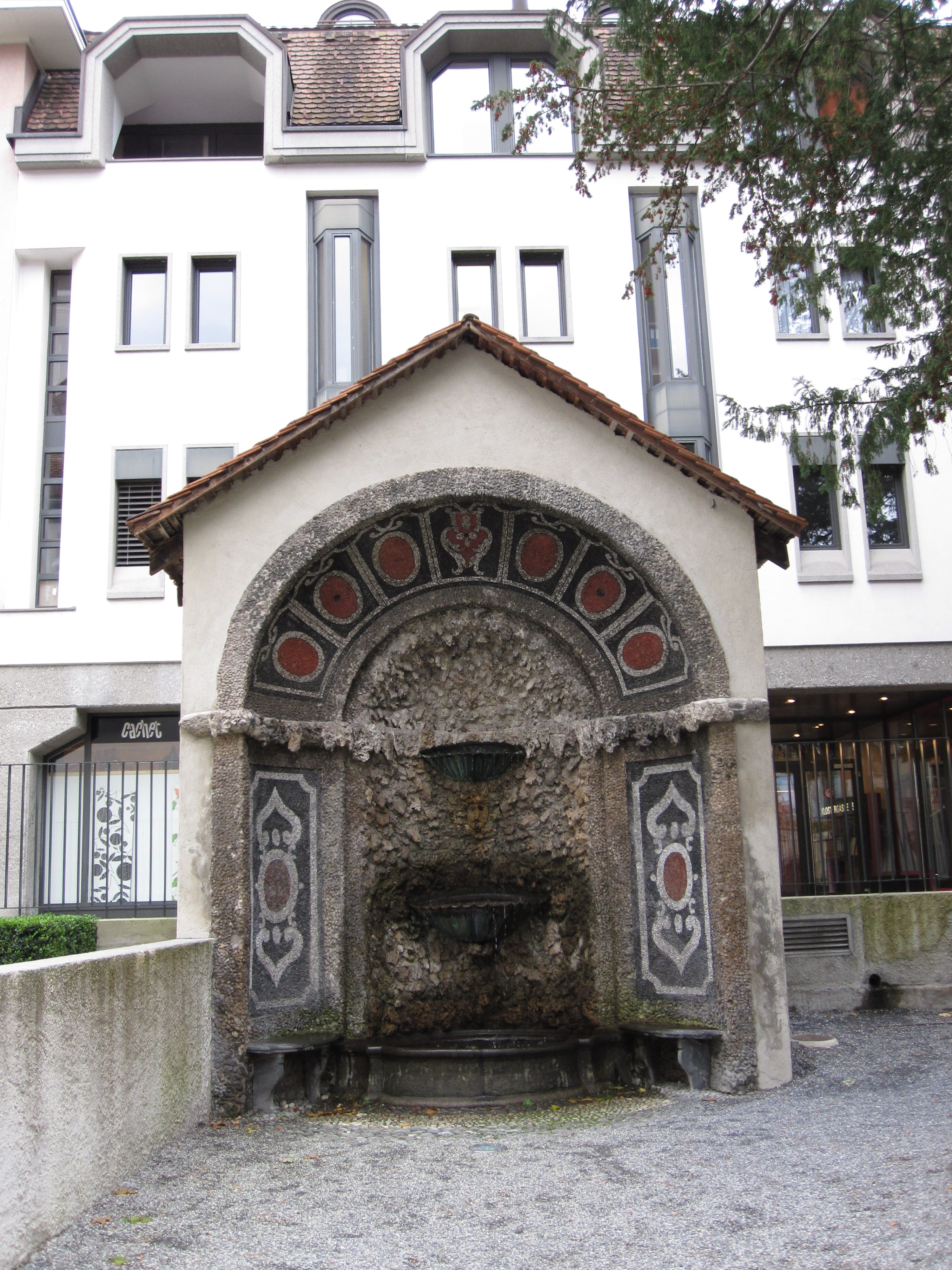
Originale Grotte aus den Gründerjahren 1727–29

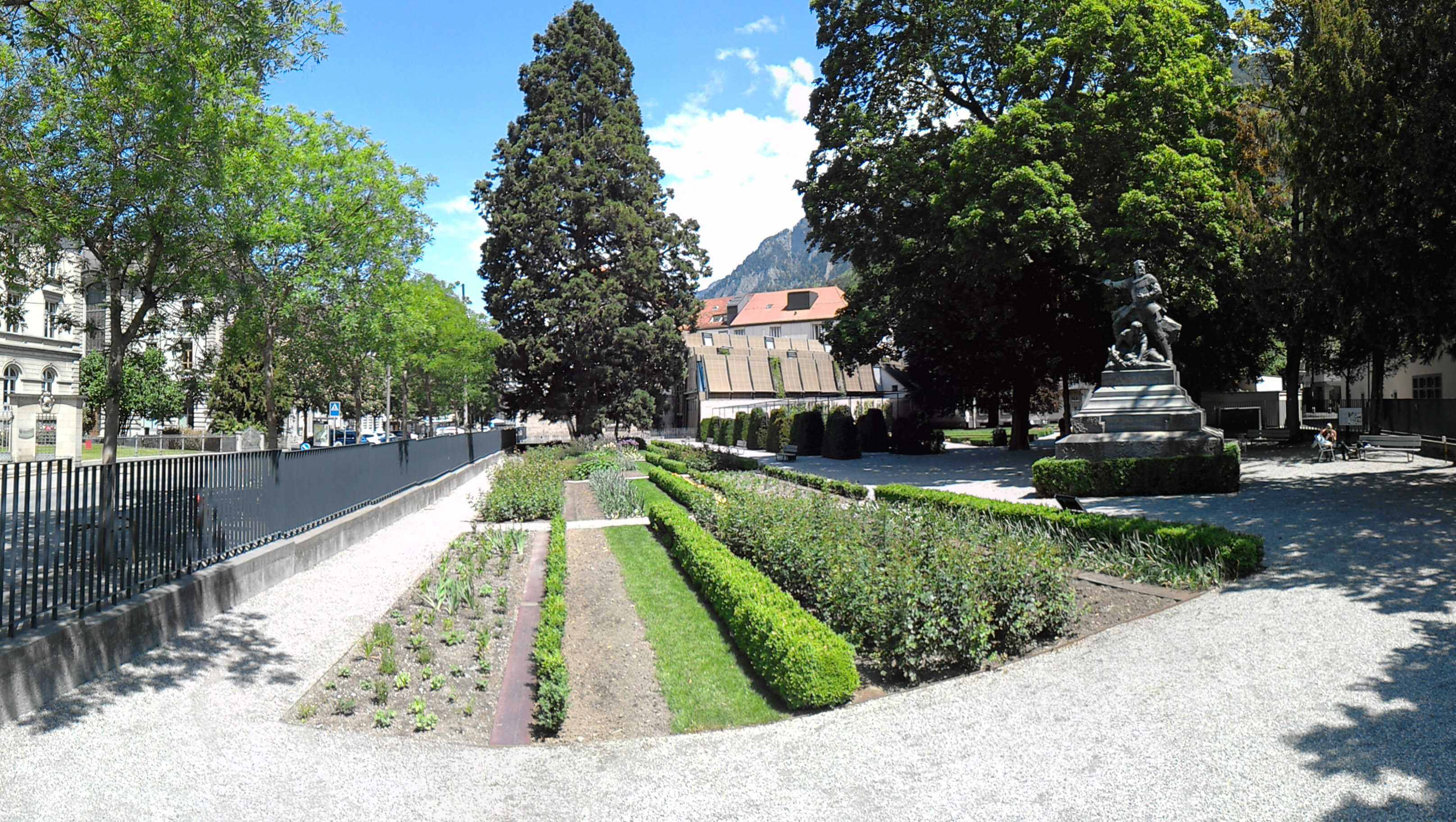
Fontanapark in Chur

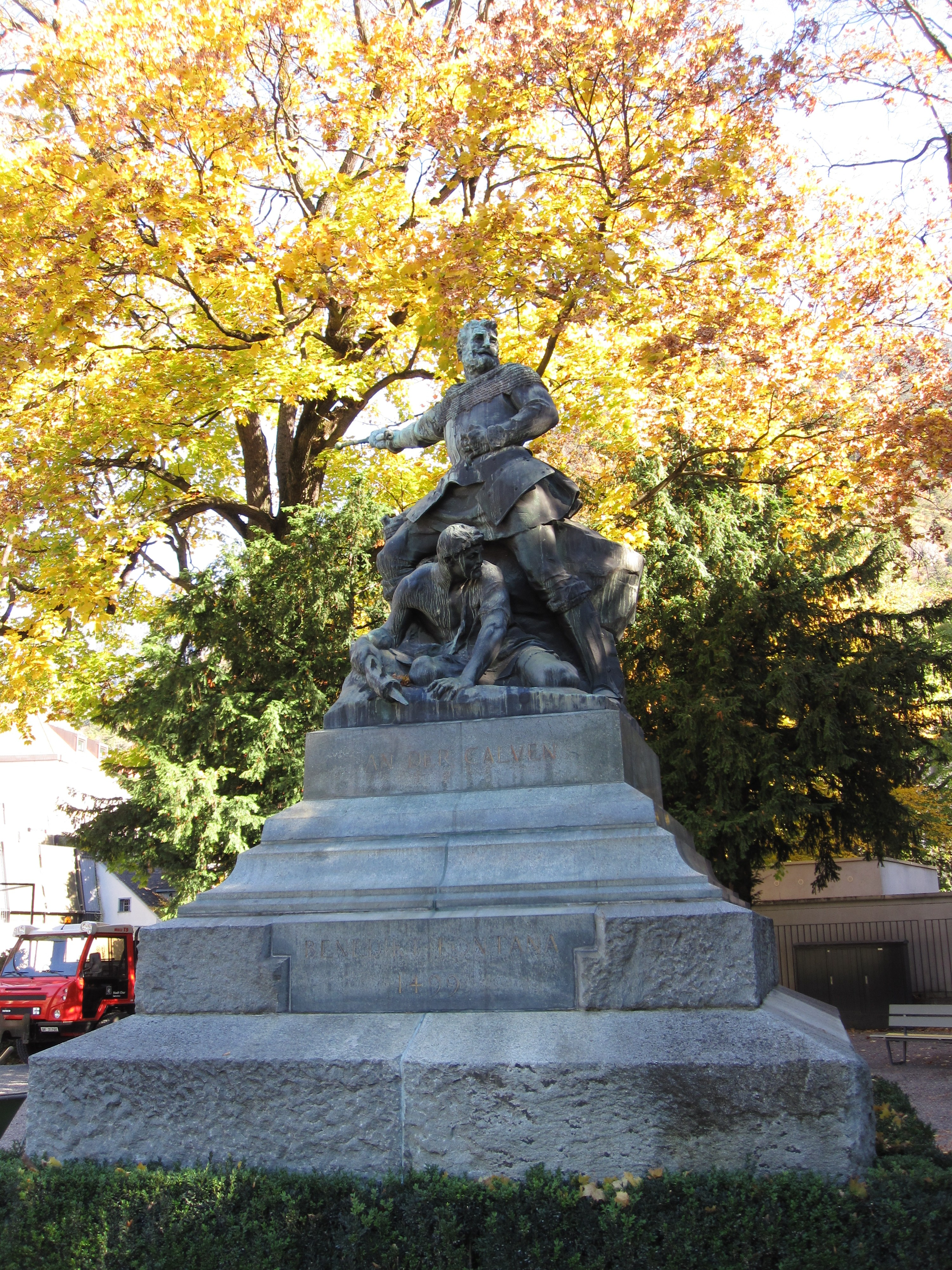
Fontana-Denkmal

Der Fontanapark (seltener auch Fontanaplatz) ist ein Stadtpark und Volksgarten im Herzen des Bündner Hauptortes Chur. Er liegt an der Grabenstrasse unweit des Postplatzes am westlichen Eingang zur Altstadt. 
Benannt ist der Park nach dem Bündner Freiheitshelden Benedikt Fontana, der 1499 in der Schlacht an der Calven fiel. Ein 1903 nach einem Wettbewerb errichtetes Denkmal des Bildhauers Richard Kissling im Park stellt ihn dar. Es ist angeregt vom Winkelrieddenkmal in Stans, geschaffen von Kisslings früherem Meister Ferdinand Schlöth.
Der Fontanapark war ursprünglich Teil des Alten Gebäu, das von 1727 bis 1729 als Herrschaftshaus errichtet wurde und im Besitz von Envoyé Peter von Salis-Soglio war. 1860 wurde der Platz vor dem Gebäu landschaftsarchitektonisch neu gestaltet unter weitgehender Beibehaltung der ursprünglichen barocken Konzeption. 1960 wurde das 1903 erschaffene Fontana-Denkmal in den Park integriert.
Botanisch wertvoll im Park ist ein Mammutbaum. 
Ein bedeutender Landschaftsarchitekt, der in jüngerer Zeit mit der Pflege des Fontanaparks beauftragt war, ist Guido Hager. 